# 무기 밀매

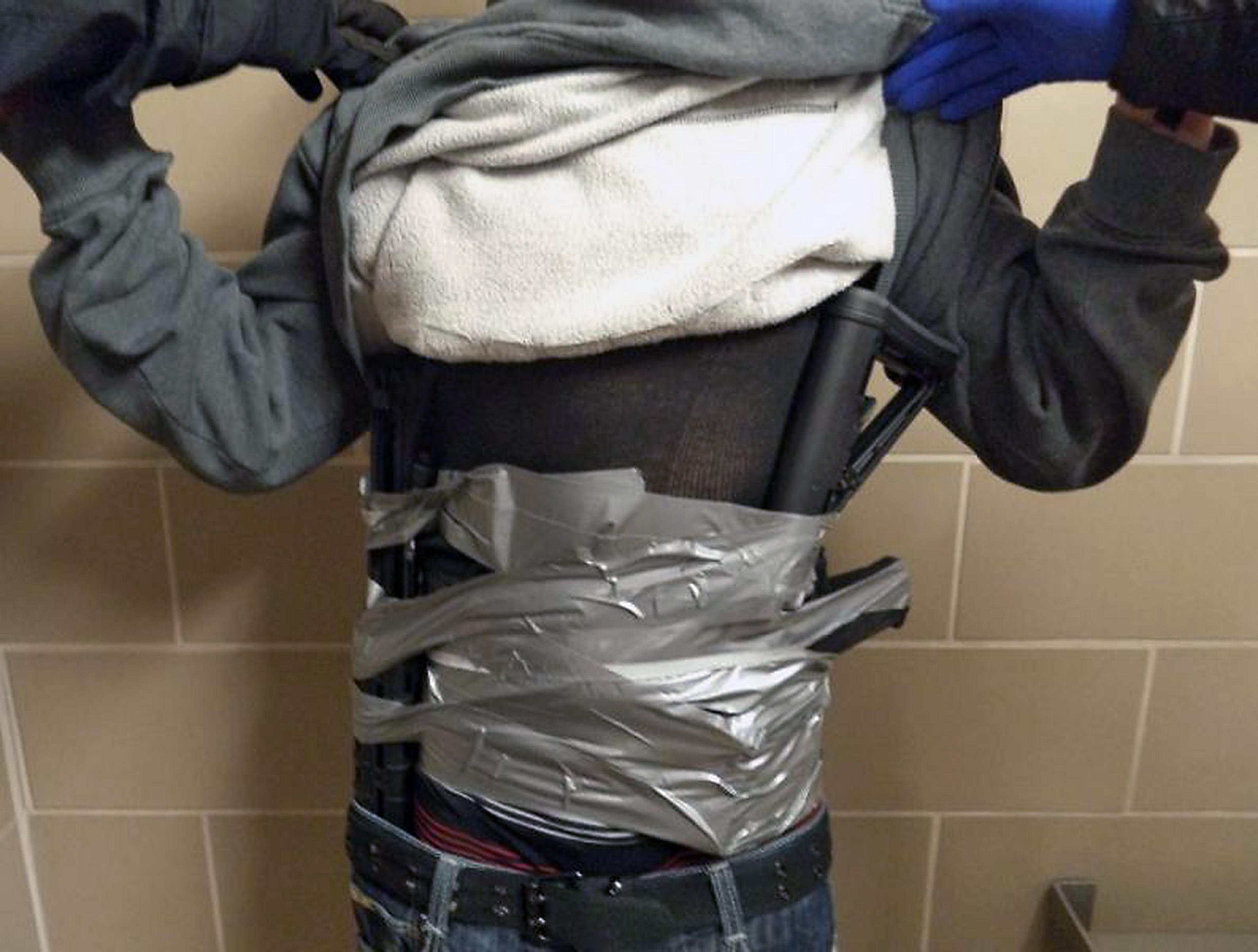

무기 밀매 또는 무기 불법거래는 화기와 탄약 등의 살상무기를 불법적으로 밀매하는 것을 말한다.

## 같이 보기
- 암스 컨트롤
- 이란-콘트라 사건